# Quận Nance, Nebraska
Quận Nance là một quận thuộc tiểu bang Nebraska, Hoa Kỳ.
Quận này được đặt tên theo. Theo điều tra dân số của Cục điều tra dân số Hoa Kỳ năm 2000, quận có dân số 4038 người. Quận lỵ đóng ở Fullerton6.

## Địa lý
Theo Cục điều tra dân số Hoa Kỳ, quận có diện tích 1160 km2, trong đó có 17km2 là diện tích mặt nước.

### Quận giáp ranh
- Quận Platte, Nebraska - (đông bắc)
- Quận Merrick, Nebraska - (nam)
- Quận Greeley, Nebraska - (tây)
- Quận Boone, Nebraska - (bắc)